# Johannes Petreius
Johannes Petreius (Latijn voor Hans Peterlein) (circa 1497, Langendorf bij Bad Kissingen - Neurenberg, 18 maart 1550) was een Duits houtsnijder en boekdrukker.
Petreius was sinds 1523 werkzaam als boekdrukker in Neurenberg. Vanaf 1536 gaf hij naast ongeveer 750 boeken ook 21 muziekboeken uit met daarin ongeveer 1000 muziekstukken.
Zijn bekendste werk is ongetwijfeld de eerste editie in 1543 van Nicolaus Copernicus zijn revolutionaire werk, De Revolutionibus Orbium Coelestium. 

## Werken
- (la)  Michael Stifel, Arithmetica Integra. Johann Petreius, Neurenberg, 1544
- (la)  Nicolaus Copernicus, De Revolutionibus Orbium Coelestium, Libri VI, Neurenberg, Johann Petreius, 1543[1]
- (la)  Girolamo Cardano, Artis Magna sieve de Regulis Algebraicis Liber I, Neurenberg, Johann Petreius, 1545
- (la)  Girolamo Cardano, De rerum subtiliteit. Libri XXI. Neurenberg, Johann Petreius, 1550